# Premiul César pentru cel mai bun film
Câștigătorii Premiului César pentru cel mai bun film sunt următorii.
| An   | Titlu franțuzesc                    | Titlu                         | Regizor                     |
| ---- | ----------------------------------- | ----------------------------- | --------------------------- |
| 1976 | Le vieux fusil                      | Pușca veche                   | Robert Enrico               |
| 1977 | Monsieur Klein                      | Mr. Klein                     | Joseph Losey                |
| 1978 | Providence                          | Providence                    | Alain Resnais               |
| 1979 | L'Argent des autres                 | Banii altor oameni            | Christian de Chalonge       |
| 1980 | Tess                                | Tess                          | Roman Polanski              |
| 1981 | Le dernier métro                    | The Last Metro                | François Truffaut           |
| 1982 | La guerre du feu                    | Războiul focului              | Jean-Jacques Annaud         |
| 1983 | La Balance                          | The Balance                   | Bob Swaim                   |
| 1984 | Le Bal À nos amours                 | The Ball To Our Love          | Ettore Scola Maurice Pialat |
| 1985 | Les ripoux                          | My New Partner                | Claude Zidi                 |
| 1986 | Trois hommes et un couffin          | Three Men and a Cradle        | Coline Serreau              |
| 1987 | Thérèse                             | Thérèse                       | Alain Cavalier              |
| 1988 | Au revoir, les enfants              | Goodbye, Children             | Louis Malle                 |
| 1989 | Camille Claudel                     | Camille Claudel               | Bruno Nuytten               |
| 1990 | Trop belle pour toi                 | Too Beautiful for You         | Bertrand Blier              |
| 1991 | Cyrano de Bergerac                  | Cyrano de Bergerac            | Jean-Paul Rappeneau         |
| 1992 | Tous les matins du monde            | All the Mornings of the World | Alain Corneau               |
| 1993 | Les nuits fauves                    | Savage Nights                 | Cyril Collard               |
| 1994 | Smoking/No Smoking                  | Smoking/No Smoking            | Alain Resnais               |
| 1995 | Les roseaux sauvages                | Wild Reeds                    | André Téchiné               |
| 1996 | La Haine                            | Hate                          | Mathieu Kassovitz           |
| 1997 | Ridicule                            | Ridicule                      | Patrice Leconte             |
| 1998 | On connaît la chanson               | Same Old Song                 | Alain Resnais               |
| 1999 | La vie rêvée des anges              | The Dreamlife of Angels       | Erick Zonca                 |
| 2000 | Venus beauté (Institut)             | Venus beauté (Institut)       | Tonie Marshall              |
| 2001 | Le Goût des autres                  | O chestiune de gust           | Agnès Jaoui                 |
| 2002 | Le fabuleux destin d'Amélie Poulain | Amélie                        | Jean-Pierre Jeunet          |
| 2003 | Le pianiste                         | Pianistul                     | Roman Polanski              |
| 2004 | Les invasions barbares              | Invaziile barbare             | Denys Arcand                |
| 2005 | L'Esquive                           | Games of Love and Chance      | Abdel Kechiche              |
| 2006 | De battre mon cœur s'est arrêté     | Și inima mi se opri în loc    | Jacques Audiard             |
| 2007 | Lady Chatterley                     | Lady Chatterley               | Pascale Ferran              |
| 2008 | La Graine et la Mulet               | The Secret of the Grain       | Abdel Kechiche              |
| 2009 | Séraphine                           | Séraphine                     | Martin Provost              |
| 2010 | Un prophète                         | Un profet                     | Jacques Audiard             |

## Filme pe decenii

### Anii 2010
| An                        | Titlu                          | Titlu original                     | Regizor                                           |
| ------------------------- | ------------------------------ | ---------------------------------- | ------------------------------------------------- |
| 2010 (ediția a 35-a)      | A Prophet                      | Un prophète                        | Jacques Audiard                                   |
| 2010 (ediția a 35-a)      | In the Beginning               | À l’origine                        | Xavier Giannoli                                   |
| 2010 (ediția a 35-a)      | The Concert                    | Le Concert                         | Radu Mihaileanu                                   |
| 2010 (ediția a 35-a)      | Wild Grass                     | Les Herbes folles                  | Alain Resnais                                     |
| 2010 (ediția a 35-a)      | Skirt Day                      | La Journée de la jupe              | Jean-Paul Lilienfeld                              |
| 2010 (ediția a 35-a)      | Rapt                           | Rapt                               | Lucas Belvaux                                     |
| 2010 (ediția a 35-a)      | Welcome                        | Welcome                            | Philippe Lioret                                   |
| 2011 (ediția a 36-a)      | Of Gods and Men                | Des hommes et des dieux            | Xavier Beauvois                                   |
| 2011 (ediția a 36-a)      | Heartbreaker                   | L'Arnacœur                         | Pascal Chaumeil                                   |
| 2011 (ediția a 36-a)      | Gainsbourg (Vie héroïque)      | Gainsbourg (Vie héroïque)          | Joann Sfar                                        |
| 2011 (ediția a 36-a)      | Mammuth                        | Mammuth                            | Benoît Delépine and Gustave de Kervern            |
| 2011 (ediția a 36-a)      | The Names of Love              | Le Nom des gens                    | Michel Leclerc                                    |
| 2011 (ediția a 36-a)      | The Ghost Writer               | The Ghost Writer                   | Roman Polanski                                    |
| 2011 (ediția a 36-a)      | On Tour                        | Tournée                            | Mathieu Amalric                                   |
| 2012 (ediția a 37-a)      | The Artist                     | The Artist                         | Michel Hazanavicius                               |
| 2012 (ediția a 37-a)      | The Minister                   | L'exercice de l'État               | Pierre Schöller                                   |
| 2012 (ediția a 37-a)      | Declaration of War             | La Guerre est déclarée             | Valérie Donzelli                                  |
| 2012 (ediția a 37-a)      | Le Havre                       | Le Havre                           | Aki Kaurismäki                                    |
| 2012 (ediția a 37-a)      | Intouchables                   | Intouchables                       | Olivier Nakache & Éric Toledano                   |
| 2012 (ediția a 37-a)      | Pater                          | Pater                              | Alain Cavalier                                    |
| 2012 (ediția a 37-a)      | Poliss                         | Polisse                            | Maïwenn                                           |
| 2013 (ediția a 38-a)      | Amour                          | Amour                              | Michael Haneke                                    |
| 2013 (ediția a 38-a)      | Camille Rewinds                | Camille redouble                   | Noémie Lvovsky                                    |
| 2013 (ediția a 38-a)      | Farewell, My Queen             | Les Adieux à la reine              | Benoît Jacquot                                    |
| 2013 (ediția a 38-a)      | Holy Motors                    | Holy Motors                        | Leos Carax                                        |
| 2013 (ediția a 38-a)      | In the House                   | Dans la maison                     | François Ozon                                     |
| 2013 (ediția a 38-a)      | Rust and Bone                  | De rouille et d'os                 | Jacques Audiard                                   |
| 2013 (ediția a 38-a)      | What's in a Name?              | Le prénom                          | Alexandre de La Patellière and Matthieu Delaporte |
| 2014 (ediția a 39-a)      | Me, Myself and Mum             | Les Garçons et Guillaume, à table! | Guillaume Gallienne                               |
| 2014 (ediția a 39-a)      | 9 Month Stretch                | Neuf mois ferme                    | Albert Dupontel                                   |
| 2014 (ediția a 39-a)      | Blue Is the Warmest Colour     | La Vie d'Adèle – Chapitres 1 & 2   | Abdellatif Kechiche                               |
| 2014 (ediția a 39-a)      | Jimmy P.                       | Jimmy P.                           | Arnaud Desplechin                                 |
| 2014 (ediția a 39-a)      | The Past                       | Le Passé                           | Asghar Farhadi                                    |
| 2014 (ediția a 39-a)      | Stranger by the Lake           | L'Inconnu du lac                   | Alain Guiraudie                                   |
| 2014 (ediția a 39-a)      | Venus in Fur                   | La Vénus à la fourrure             | Roman Polanski                                    |
| 2015 (ediția a 40-a)      | Timbuktu                       | Timbuktu                           | Abderrahmane Sissako                              |
| 2015 (ediția a 40-a)      | Love at First Fight            | Les Combattants                    | Thomas Cailley                                    |
| 2015 (ediția a 40-a)      | Eastern Boys                   | Eastern Boys                       | Robin Campillo                                    |
| 2015 (ediția a 40-a)      | The Bélier Family              | La Famille Bélier                  | Éric Lartigau                                     |
| 2015 (ediția a 40-a)      | Hippocrates                    | Hippocrate                         | Thomas Lilti                                      |
| 2015 (ediția a 40-a)      | Saint Laurent                  | Saint Laurent                      | Bertrand Bonello                                  |
| 2015 (ediția a 40-a)      | Clouds of Sils Maria           | Sils Maria                         | Olivier Assayas                                   |
| 2016 (ediția a 41-a)      |                                |                                    |                                                   |
| Fatima                    | Fatima                         | Philippe Faucon                    |                                                   |
| Dheepan                   | Dheepan                        | Jacques Audiard                    |                                                   |
| The Measure of a Man      | La Loi du marché               | Stéphane Brizé                     |                                                   |
| Marguerite                | Marguerite                     | Xavier Giannoli                    |                                                   |
| Mon roi                   | Mon roi                        | Maïwenn                            |                                                   |
| Mustang                   | Mustang                        | Deniz Gamze Ergüven                |                                                   |
| Standing Tall             | La Tête haute                  | Emmanuelle Bercot                  |                                                   |
| My Golden Days            | Trois souvenirs de ma jeunesse | Arnaud Desplechin                  |                                                   |
| 2017 (ediția a 42-a)      |                                |                                    |                                                   |
| Elle                      | Elle                           | Paul Verhoeven                     |                                                   |
| Divines                   | Divines                        | Houda Benyamina                    |                                                   |
| Frantz                    | Frantz                         | François Ozon                      |                                                   |
| The Innocents             | Les Innocentes                 | Anne Fontaine                      |                                                   |
| Slack Bay                 | Ma Loute                       | Bruno Dumont                       |                                                   |
| From the Land of the Moon | Mal de pierres                 | Nicole Garcia                      |                                                   |
| In Bed with Victoria      | Victoria                       | Justine Triet                      |                                                   |
| 2018 (ediția a 43-a)      |                                |                                    |                                                   |
| 120 de bătăi pe minut     | 120 battements par minute      | Robin Campillo                     |                                                   |
| La revedere acolo sus     | Au revoir là-haut              | Albert Dupontel                    |                                                   |
| Barbara                   | Barbara                        | Mathieu Amalric                    |                                                   |
| Le Brio                   | Le Brio                        | Yvan Attal                         |                                                   |
| Patients                  | Patients                       | Grand Corps Malade și Mehdi Idir   |                                                   |
| Bloody Milk               | Petit Paysan                   | Hubert Charuel                     |                                                   |
| C'est la vie!             | Le Sens de la fête             | Éric Toledano                      |                                                   |
| 2019 (ediția a 44-a)      |                                |                                    |                                                   |
| Custodie                  | Jusqu'à la garde               | Xavier Legrand                     |                                                   |
| Înoată sau te scufunzi    | Le Grand Bain                  | Gilles Lellouche                   |                                                   |
| Frații Sisters            | The Sisters Brothers           | Jacques Audiard                    |                                                   |
| Pupille                   | Pupille                        | Jeanne Herry                       |                                                   |
| Guy                       | Guy                            | Alex Lutz                          |                                                   |
| În libertate              | En liberté!                    | Pierre Salvadori                   |                                                   |
| La douleur                | La douleur                     | Emmanuel Finkiel                   |                                                   |